# Гончарова, Ирина Юрьевна
Ирина Юрьевна Гончарова (укр. Ірина Юріївна Гончарова, род. 19 декабря 1974, Белозёрка, Херсонская область) — украинская гандболистка, известна по выступлениям за «Днепрянку» (Херсон), "Карпаты" (Ужгород), "Спартак" (Киев), "Галычанка" (Львов) и «Мотор» (Запорожье). В составе сборной Украины — бронзовый призёр Олимпиады-2004, серебряный призёр чемпионата Европы-2000. Заслуженный мастер спорта Украины.
После карьеры игрока стала работать инструктором в фитнес-клубе в Запорожье.